# Maddalena Fagandini
Maddalena Fagandini (Hendon, 30 augustus 1929 – New Malden, 29 november 2012) was een componiste van elektronische muziek en een televisieproducent.

## Carrière
In de vroege jaren '50 werkte Fagandini bij de BBC als deel van hun Italiaanse dienstverlening. In 1959 ging ze aan de slag bij de BBC Radiophonic Workshop. Deze Workshop staat bekend vanwege de pioniersrol die de componisten die er werkten speelden in de ontwikkeling van de elektronische muziek. Fagandini componeerde er jingles en pauzetekens voor de BBC radioposten en televisiezenders. Ze maakte hierbij gebruik van technieken uit de musique concrète. In 1962 werd een van haar pauzetekens herwerkt door George Martin (later bekend als de producent van The Beatles). Het werk werd uitgebracht onder het pseudoniem "Ray Cathode" en droeg de titel Time Beat.
Fagandini verliet de Workshop in 1966. Ze ging aan de slag als televisieproducent en regisseur en maakte voornamelijk educatieve taalprogramma's. Haar eerste reeks, getiteld Parliamo Italiano, produceerde ze in 1963. Het was een groot succes. Het werd opgevolgd door soortgelijke educatieve reeksen die zowel op de radio als op de televisie werden uitgezonden. Ze onderwezen de kijker over het Italiaans (Conversazioni in 1977 en Buongiorno Italia in 1982/3), Spaans (Dígame in 1978) en Duits (Kontakte in 1971 en Deutsch Direkt in 1985). Fagandini produceerde ook twee televisiereeksen getiteld The Devil's Music. Dit waren geschiedkundige exploraties van de bluesmuziek van de Afro-Amerikaanse gemeenschap in de Verenigde Staten. Ze werden uitgezonden in 1976 en 1979. In 1987 volgde er nog een televisieprogramma getiteld Mediterranean Cookery. In 1971 regisseerde Fagandini de BBC Schools Look and Read aflevering The Boy from Space (heruitgebracht in 1980 in kleur).